# Bessie Learn
Bessie Learn (San Diego, 30 agosto 1888 – Burbank, 5 febbraio 1987) è stata un'attrice statunitense che aveva iniziato a calcare le scene già all'età di otto anni. Lavorò nel cinema all'epoca del muto, prendendo parte a più di un centinaio di pellicole.
Nel 1913, sposò J. Roy Prosser. Nel 1935, restò vedova e, nel 1947, si sposò nuovamente con un collega, l'attore Art Robbins che sarebbe poi morto nel 1961, lasciandola vedova una seconda volta.
Bessie Learn morì a Burbank, in California, il 5 febbraio 1987, all'età di 98 anni.

## Filmografia
- Santa Claus and the Clubman, regia di Ashley Miller – cortometraggio (1911)
- Lead, Kindly Light – cortometraggio (1912)
- The Little Organist – cortometraggio (1912)
- For the Cause of the South, regia di Bannister Merwin – cortometraggio (1912)
- Von Weber's Last Waltz – cortometraggio (1912)
- Curing the Office Boy – cortometraggio (1912)
- A Funeral That Flashed in the Pan, regia di Ashley Miller – cortometraggio (1912)
- The Mine on the Yukon – cortometraggio (1912)
- Charlie's Reform, regia di Ashley Miller – cortometraggio (1912)
- Every Rose Has Its Stem, regia di Ashley Miller – cortometraggio (1912)
- Very Much Engaged, regia di C.J. Williams – cortometraggio (1912)
- Martin Chuzzlewit, regia di Oscar Apfel e James Searle Dawley – cortometraggio (1912)
- The Angel and the Stranded Troupe, regia di C.J. Williams – cortometraggio (1912)
- Kitty's Holdup – cortometraggio (1912)
- Apple Pies – cortometraggio (1912)
- The Father – cortometraggio (1912)
- Madame de Mode, regia di C.J. Williams – cortometraggio (1912)
- Revenge Is Sweet – cortometraggio (1912)
- When She Was About Sixteen – cortometraggio (1912)
- A Dangerous Lesson – cortometraggio (1912)
- Believe Me, If All Those Endearing Young Charms, regia di J. Searle Dawley – cortometraggio (1912)
- The Girl from the Country, regia di Harold M. Shaw – cortometraggio (1912)
- For Professional Services, regia di C. Jay Williams – cortometraggio (1912)
- Romance of the Rails, regia di Harold M. Shaw – cortometraggio (1912)
- A Queen for a Day, regia di C.Jay Williams – cortometraggio (1912)
- The Totville Eye, regia di C. Jay Williams – cortometraggio (1912)
- The Winking Parson, regia di C.J. Williams – cortometraggio (1912)
- His Mother's Hope, regia di Charles J. Brabin  – cortometraggio (1912)
- How They Got the Vote, regia di Ashley Miller – cortometraggio (1913)
- An Unsullied Shield, regia di Charles Brabin – cortometraggio (1913)
- The Maid of Honor, regia di Charles Brabin – cortometraggio (1913)
- The Dancer, regia di Ashley Miller – cortometraggio (1913)
- Over the Back Fence, regia di C. Jay Williams – cortometraggio (1913)
- Barry's Breaking In, regia di Ashley Miller – cortometraggio (1913)
- Confidence, regia di Bannister Merwin – cortometraggio (1913)
- Superstitious Joe, regia di Charles M. Seay – cortometraggio (1913)
- Bread on the Waters, regia di George Lessey – cortometraggio (1913)
- Old Jim – cortometraggio (1913)
- His Undesirable Relatives, regia di C.J. Williams – cortometraggio (1913)
- Aunty and the Girls, regia di C. Jay Williams – cortometraggio (1913)
- An Accidental Alibi – cortometraggio (1913)
- John Manley's Awakening, regia di George Lessey – cortometraggio (1913)
- Circumstances Make Heroes, regia di Charles M. Seay – cortometraggio (1913)
- Scenes of Other Days, regia di Charles M. Seay – cortometraggio (1913)
- In the Old Dutch Times – cortometraggio (1913)
- On the Broad Stairway, regia di J. Searle Dawley – cortometraggio (1913)
- The Meadow Lark, regia di Richard Ridgely – cortometraggio (1913)
- The Substitute Stenographer, regia di J. Searle Dawley – cortometraggio (1913)
- A Mutual Understanding, regia di George Lessey – cortometraggio (1913)
- Slander's Tongue, regia di Ashley Miller – cortometraggio (1913)
- The Island of Perversity, regia di Ashley Miller – cortometraggio (1913)
- Why Girls Leave Home, regia di C. Jay Williams – cortometraggio (1913)
- A Short Life and a Merry One, regia di Charles H. France – cortometraggio (1913)
- Twice Rescued, regia di Ashley Miller – cortometraggio (1913)
- The Doctor's Duty, regia di George Lessey – cortometraggio (1913)
- The Phantom Signal, regia di George Lessey – cortometraggio (1913)
- A Cause for Thankfulness – cortometraggio (1913)
- The Girl in the House-Boat, regia di Ashley Miller – cortometraggio (1913)
- The Actress, regia di Ashley Miller – cortometraggio (1913)
- The Upward Way, regia di Ashley Miller – cortometraggio (1913)
- The Active Life of Dolly of the Dailies, regia di Walter Edwin - serial (1914)
- The Story of the Willow Pattern – cortometraggio (1914)
- His Grandchild, regia di Walter Edwin – cortometraggio (1914)
- With the Eyes of Love, regia di George Lessey – cortometraggio (1914)
- The Resurrection of Caleb Worth, regia di Ashley Miller – cortometraggio (1914)
- The Unopened Letter, regia di Preston Kendall – cortometraggio (1914)
- Her Grandmother's Wedding Dress, regia di George Lessey  – cortometraggio(1914)
- The Adventure of the Counterfeit Money, regia di Charles M. Seay – cortometraggio (1914)
- The Hand of Horror – cortometraggio (1914)
- The Mystery of the Fadeless Tints, regia di George Lessey – cortometraggio (1914)
- The Ever-Gallant Marquis, regia di Ashley Miller – cortometraggio (1914)
- Faint Heart Ne'er Won Fair Lady, regia di Charles M. Seay – cortometraggio (1914)
- Shorty, regia di Ashley Miller – cortometraggio (1914)
- The Pines of Lorey – cortometraggio (1914)
- A Question of Identity, regia di Charles Brabin – cortometraggio (1914)
- The Temple of Moloch, regia di Langdon West – cortometraggio (1914)
- The Vanishing of Olive, regia di Richard Ridgely – cortometraggio (1914)
- To Make the Nation Prosper, regia di Charles M. Seay – cortometraggio (1915)
- Olive's Greatest Opportunity, regia di Richard Ridgely – cortometraggio (1915)
- In the Plumber's Grip  – cortometraggio (1915)
- Their Happy Little Home, regia di Charles H. France – cortometraggio (1915)
- The Experiment – cortometraggio (1915)
- That Heavenly Cook – cortometraggio (1915)
- The Family Bible, regia di Ashley Miller – cortometraggio (1915)
- In the Shadow of Death – cortometraggio (1915)
- An Unpaid Ransom – cortometraggio (1915)
- A Woman's Revenge, regia di Langdon West – cortometraggio (1915)
- Poisoned by Jealousy, regia di Langdon West – cortometraggio (1915)
- Her Proper Place, regia di Langdon West – cortometraggio (1915)
- An Innocent Thief, regia di Charles M. Seay – cortometraggio (1915)
- Sally Castleton, Southerner, regia di Langdon West – cortometraggio (1915)
- According to Their Lights, regia di Eugene Nowland – cortometraggio (1915)
- McQuade of the Traffic Squad, regia di Eugene Nowland – cortometraggio (1915)
- Through Turbulent Waters, regia di Duncan McRae – cortometraggio (1915)
- The Bedouin's Sacrifice, regia di Harry Beaumont – cortometraggio (1915)
- A Sprig of Shamrock, regia di Harry Beaumont – cortometraggio (1915)
- Across the Great Divide, regia di Edward C. Taylor (1915)
- The Call of the City, regia di Harry Beaumont – cortometraggio (1915)
- When Conscience Sleeps, regia di Edward C. Taylor – cortometraggio (1915)
- The Ploughshare, regia di John H. Collins - mediometraggio (1915)
- Roses of Memory, regia di Edward C. Taylor – cortometraggio (1915)
- The Lone Game, regia di Edward C. Taylor – cortometraggio (1915)
- The Hand of the Law, regia di Edward C. Taylor – cortometraggio (1915)
- The Girl of the Gypsy Camp, regia di Langdon West – cortometraggio (1915)
- The Lost Battalion, regia di Burton L. King (1919)